# Akademische Vereinigung Jena
Die Akademische Vereinigung Jena war eine studentische Vereinigung und reformierte Studentenverbindung mit Einfluss auf die frühe Jugendbewegung.

## Geschichte
Die Gründung erfolgte im November 1912 in Jena unter maßgeblicher Initiative der Akademischen Vereinigung Marburg. Die Gründungsmitglieder setzten sich aus Mitgliedern des Sera-Kreises um den Verleger Eugen Diederichs zusammen. Nachdem der Marburger Gründer der AV Wolfgang Kroug im Juni 1912 vor den Jenaer Freistudenten eine Rede gehalten hatte, wuchs der gemeinsame Wille, eine neue Korporation zu gründen.
Hans Kremers, Dortmunder Wandervogel, Freistudent und späterer Mitgründer der Akademischen Vereinigung Jena, äußerte sich dazu:

„Die Diskussion über die Notwendigkeit des Zwangs und über die grundlegende Idee der wissenschaftlichen Gesinnung waren sozusagen nur Geburtshelfer, treibend aber das wirkliche Bedürfnis nach gemeinsamen Inhalt, Tätigkeit, Disziplin, nach greifbarer geschlossener Gestalt.“

Auf Basis dieser Ideen kam es zur Gründung, wobei Formalien wie Satzung und Leitsätze von den Jenaern lockerer gehandhabt wurden. Nach dem Weggang der Gründergeneration richtete die AV sich neu aus und wendete sich zur Deutschen Akademischen Freischar.
Die Akademische Vereinigung Jena kann zumindest formell als Mitbegründer der Freideutschen Jugend und Mitausrichter des Ersten Freideutschen Jugendtages auf dem Hohen Meißner im Oktober 1913 gelten. Die Akademische Vereinigung Jena richtete schon im September 1913 ein Aufnahmegesuch an die Deutsche Akademische Freischar (DAF), dem  direkt im Anschluss an das Meißnerfest stattgegeben wurde. Fortan trat die AV aus Jena unter Berufung auf den Jenaer Gelehrten Fichte und die Freischaren der Befreiungskriege als Freischar Jena I der DAF in Erscheinung. Enge Kontakte bestanden seit diesem Verbandswechsel verstärkt zu den Studenten der reformierten Burschenschaft Vandalia, die ebenfalls Anschluss an die DAF suchten und unter der Bezeichnung Freischar Jena II bis zum Kriegsbeginn aktiv waren.
Mit Ausbruch des Ersten Weltkrieges zogen alle Aktiven der Freischar Jena I an die Front. Von den 17 aktiven Freischärlern kehrten 10 nicht wieder zurück. Ein aktives Verbandsleben fand nicht wieder statt. Im Wintersemester 1918/19 wurde die Akademische Vereinigung erneut gestiftet.

## Bekannte Mitglieder
- Rudolf Carnap – Philosoph
- Wilhelm Flitner – Pädagoge